# ماريا أوتو
ماريا أوتو (بالألمانية: Maria Otto)‏ هي محامية ألمانية، ولدت في 6 أغسطس 1892 في فايدن إن در أوبربفالز في ألمانيا، وتوفيت في 20 ديسمبر 1977 في ميونخ في ألمانيا.